# 巌本マーグリート
巌本 マーグリート（いわもとマーグリート 1891年 - 1991年）は、日本の教育者。様々な大学で英語、英文学の教育に携わった。旧名・マーグリート・マグルーダ。

## 経歴
1891年、ジェームズ・ウィリアム・マグルーダの長女としてアメリカ合衆国に生まれる。ガウチャー大学、ジョンズ・ホプキンズ大学出身。ハーバード大学に留学していた巌本荘民（巌本善治と若松賤子の子）と結婚して1926年に来日。
以後、東京女子大学、津田英語塾、東京高等師範学校、外事専門学校、東京文理科大学、共立女子短期大学、東京教育大学で講師を勤め、東京成徳女子大学では教授を務めた。授業は日本語を使わない厳しいもので、英作文の問題を出すと赤鉛筆で間違った箇所をチェック、再提出で間違うと青鉛筆でチェックと間違うたびに色違いの鉛筆でチェックするため解答用紙はたちまち「レインボーペーパー」になったという逸話が残る。
巌本荘民との間に娘（後にバイオリニストとして大成した巌本真理）をもうけた。墓所は染井霊園。

## 受章歴
- 勲四等瑞宝章（1969年）

## 伝記
- 『真珠頌』編集委員会編『真珠頌 : 巌本マーグリート先生を偲ぶ』リーベル出版、1994年。